# Mikstat
Mikstat (in tedesco Mixstadt) è un comune urbano-rurale polacco del distretto di Ostrzeszów, nel voivodato della Grande Polonia.
Ricopre una superficie di 87,17 km² e nel 2008 contava 6 234 abitanti.